# گارفیلد: داستان دو گربه
گارفیلد: داستان دو گربه (انگلیسی: Garfield: A Tail of Two Kitties) یا گارفیلد ۲ یک فیلم کمدی آمریکایی به کارگردانی تیم هیل و نویسندگی جوئل کوهن و الک سوکولوف است که در سال ۲۰۰۶ منتشر شد. این فیلم دومین دنباله فیلم گارفیلد است. بازیگران محبوب این فیلم برکین مایر در نقش جان آرباکل و جنیفر لاو هیویت در نقش لیز ویلسون هستند. همچنین بیل مری صداپیشه شخصیت گارفیلد می‌باشد. بیلی کانلی، ایان آبرکرومبی، راجر ریس، لوسی دیویس و الیور مویرهد بازیگران جدید این فیلم و تیم کوری، باب هاسکینز، ریس ایفانز، وینی جونز، جو پاسکواله، ریچارد ئی. گرانت و جین لیوز صداپیشگان حیوانات در این فیلم می‌باشند. در این فیلم، گارفیلد، اودی، لیز و جان به بریتانیا سفر می‌کنند، جایی که گربه‌ای شاهزاده دقیقاً شبیه به گارفیلد که پس از مرگ صاحبش بر یک قلعه حکومت می‌کند. سلطنت او به‌زودی توسط یک اشراف‌زاده شرور به‌خطر می‌افتد که قصد دارد قلعه را به آپارتمان‌های مسکونی تغییر دهد، املاک را ویران کند و از شر پرنس خلاص شود.
این فیلم توسط دیویس اینترتینمنت از فاکس قرن بیستم تولید شده‌است، این فیلم در تاریخ ۱۶ ژوئن ۲۰۰۶ در آمریکا اکران شد. هرچند که این فیلم یک موفقیت تجاری بود. این فیلم با بودجه ۶۰ میلیون دلاری، مانند فیلم قبلی، ۱۴۳ میلیون دلار فروش کرد، همچنین این فیلم بازخوردهای منفی از منتقدان دریافت کرد. یک بازی ویدیویی با همین نام توسط شرکت کارخانه بازی ساخته‌شد.

## داستان
دو سال پس از وقایع فیلم اول، جان آرباکل قصد دارد با دوست‌دخترش، لیز ویلسون که دامپزشک است و می‌خواهد برای یک سفر کاری به لندن برود، خواستگاری کند. جان برای غافلگیر کردن لیز به بریتانیا سفر می‌کند؛ دو حیوان خانگی جان، گارفیلد و اودی پس از فرار کردن از قفس، به‌صورت پنهانی وارد چمدان جان می‌شوند و در سفر به او می‌پیوندند. گارفیلد و اودی به‌دلیل بی‌حوصلگی از اتاق هتل فرار می‌کنند و متعاقباً در خیابان‌های لندن گم می‌شوند.
در همین حال، در قصر کارلایل در حومه انگلستان، وصیت‌نامه خانم النور کارلایل فقید توسط وکلا، آقای هابز، آقای گرینی و خانم ویتنی خوانده می‌شود. او قصر کارلایل را به پرنس دوازدهم، گربه محبوبش که زندگی تجملی خوب و شباهت زیادی به گارفیلد دارد، واگذار می‌کند. این موضوع باعث عصبانیت برادرزاده حریص خانم النور، لرد مانفرد دارجیس می‌شود که اکنون فقط ۵۰ پوند در هفته حقوق دریافت می‌کند و پس از فوت پرنس، املاک بزرگ را به ارث می‌برد. لرد دارجیس پرنس را داخل یک سبد پیک‌نیک می‌اندازد و به رودخانه پرتاب می‌کند. جان پرنس را درحال بالا رفتن از لوله فاضلاب پیدا می‌کند و پس از اشتباه گرفتن او با گارفیلد، او را به هتل می‌برد. درحالی‌که پیشخدمت پرنس، اسمیتی، گارفیلد را در خیابان پیدا می‌کند و با پرنس اشتباه می‌گیرد و او را به قصر کارلایل می‌برد.
در املاک بزرگ، گارفیلد با افراد ویژه‌ای روبرو می‌شود که شامل یک خدمتکار و گروهی از پیروان چهارپا می‌باشند که توسط خدمتکار وفادار پرنس که یک سگ بولداگ به‌نام وینستون است، رهبری می‌شوند. وینستون حیوانات را متقاعد می‌کند که گارفیلد را تحمل کرده و از او محافظت کنند تا از رسیدن املاک به دست لرد دارجیس جلوگیری کند، زیرا او قصد دارد با تخریب منطقه و سلاخی حیوانات، آن را به یک استراحتگاه آب‌گرم تبدیل کند. با حضور گارفیلد، دارجیس فکر می‌کند که پرنس بازگشته است و می‌ترسد که وکلا املاک را برای او امضا نکنند. او تلاش‌های زیادی برای کشتن گارفیلد انجام می‌دهد، اما هربار به دلیل دخالت حیوانات شکست می‌خورد. گارفیلد با حیوانات دوست می‌شود و طرز تهیه لازانیا را به آنها می‌آموزد، درحالی‌که پرنس یادمی‌گیرد چگونه یک حیوان خانگی معمولی باشد. علی‌رغم اینکه هردوی آنها از سبک جدید زندگی خود لذت می‌برند، مدتی بعد دلتنگ سبک زندگی قبلی خود می‌شوند. مخصوصا گارفیلد پس از شنیدن شکایت حیوانات از رفتار خودخواهانه او به‌عنوان یک گربه سلطنتی آزرده می‌شود.
در نهایت، گارفیلد و پرنس در هنگام تلاش برای بازگشت به زندگی قبلی خود، برای اولین بار یکدیگر را ملاقات می‌کنند. پس از اینکه گارفیلد متوجه می‌شود که چه چیزی موجب به‌خطر افتادن پرنس و رعایا می‌شود، آن‌ها را متقاعد می‌کند که به او کمک کند تا دارجیس را شکست دهد. سرانجام جان و اودی متوجه این درهم‌تنیدگی می‌شوند و به قصری می‌روند که لیز به‌طور اتفاقی از آن بازدید می‌کند. گارفیلد و پرنس به دارجیس طعنه می‌زنند که نقشه‌اش فاش می‌شود و دو گربه توسط وکلا دیده می‌شوند. دارجیس درحالی‌که یک بلاندرباس (نوعی تفنگ قدیمی) در دست دارد وارد می‌شود و وکلا را تهدید می‌کند که مالکیت املاک را برای او امضا کنند و در عین حال لیز را نیز گروگان می‌گیرد. جان با نگه‌داشتن کمان پولادی، تلاش می‌کند تا دارجیس را مجبور کند که لیز را رها کند. اما دارجیس در وهله اول جان را تهدید به کشتن می‌کند. گارفیلد و پرنس با کمک اودی و جان، همه‌چیز را به خوبی و خوشی تمام می‌کنند. درحالی‌که اسمیتی به مقامات هشدار می‌دهد و دارجیس به‌خاطر جنایاتش دستگیر می‌شود. گارفیلد که سعی می‌کرد جلوی خواستگاری جان از لیز را بگیرد، حالا نظرش عوض می‌شود: او به جان کمک می‌کند از لیز خواستگاری کند و او می‌پذیرد.

## بازیگران

### بازیگران
- برکین مایر در نقش جان آرباکل، صاحب گارفیلد و اودی.
- جنیفر لاو هیویت در نقش دکتر لیز ویلسون، دامپزشک و نامزد جان.
- بیلی کانلی در نقش لرد مانفرد دارجیس، یک مالک شرور که قصد دارد قلعه کارلایل را به آپارتمان‌های مسکونی تبدیل کند.
- ایان آبرکرومبی در نقش اسمیتی، پیشخدمت قلعه کارلایل.
- راجر ریس در نقش آقای هابز، وکیل.
- لوسی دیویس در نقش ابی وست‌مینستر، وکیل.
- جین کار در نقش خانم ویتنی، وکیل.
- الیور مویرهد در نقش آقای گرینی، وکیل.
- بن فالکون در نقش یک گردشگر آمریکایی.
- جی‌بی بلانک در نقش یک باربر.

### صداپیشگان
- بیل مری در نقش گارفیلد، یک گربه تنبل نارنجی که علاقه زیادی به لازانیا دارد.
- تیم کوری در نقش شاهزاده دوازدهم، یک گربه انگلیسی که شبیه و نقطه مقابل گارفیلد است.
- باب هاسکینز در نقش وینستون، یک سگ بولداگ انگلیسی که خدمتکار پرنس است.
- ریس ایفانز در نقش مک‌بانی، یک خرگوش بلژیکی با لهجه اسکاتلندی.
- وینی جونز در نقش رومل، یک سگ روتوایلر و همدم سابق لرد دارجیس.
- جیم پوداک در نقش بولرو، یک گاو وحشی اسپانیایی.
- جو پاسکواله در نقش کلادیوس، موش صحرایی.
- گرگ الیس در نقش نایجل، راسوی اهلی.
- ریچارد ئی. گرانت در نقش پرستون، یک طوطی مکائوی سرخ‌فام.
- شارون آزبورن در نقش کریستوف، غاز.
- جین هرکس در نقش مینی، اردک.
- راسکو لی براون در نقش راوی.

## انتشار

### هزینه فروش
گارفیلد: داستان دو گربه، ۲۸/۴ میلیون دلار در آمریکای شمالی و ۱۱۳/۳ میلیون در کشورهای دیگر فروخت که در مجموع ۱۴۱/۷ میلیون در سراسر جهان به فروش رفت. این فیلم در اولین هفته اکران خود، در رتبه هفتم قرار گرفت و ۷/۳ میلیون فروخت. طبق گزارش فاکس قرن بیستم، استودیو می‌دانست که این فیلم به‌اندازه فیلم اول نخواهد بود و فقط آن را براساس موفقیت فیلم اول ساخته‌است.

### رسانه خانگی
این فیلم در تاریخ ۱۰ اکتبر ۲۰۰۶ بر روی دی‌وی‌دی ارائه شد. دی‌وی‌دی شامل یک ویژگی به‌نام «طراحی با دیویس» است که به بینندگان آموزش می‌دهد که چگونه گارفیلد و عروسکش پوکی و اودی را بکشند و همچنین دارای دو بازی: مارپیچ گارفیلد و آلبوم عکس اودی و یک موزیک ویدیو، تریلر، ویژگی‌ها، یک کمیک استریپ توسط جیم دیویس، به همراه ساخت آن و یک بخش حذف‌شده به‌مدت هشت دقیقه که در تئاتر دیده نشده‌است. این فیلم که ۷۸ دقیقه‌ای است، در دی‌وی‌دی به‌همراه صحنه‌های حذف‌شده و توسعه‌یافته ۸۶ دقیقه‌ای است. این فیلم در تاریخ ۱۱ اکتبر ۲۰۱۱ بر روی سه دیسک بلوری/دی‌وی‌دی/بسته کپی دیجیتال منتشر شد.